# Мушкатлин плавац
Мушкатлин плавац (Cacyreus marshalli) је дневни лептир из породице плаваца.
Природни ареал распрострањења мушкатлиног плавца је јужна Африка. Лептир је први пут унет у Европа на крају 20. века, где се брзо проширио у многа јужна и источна подручја континента. Од како је интродукован у Европу, мушкатлин плавац је постао штеточина гајених мушкатли (Pelargonium) и здраваца (Geranium). Тренутно се улаже известан напор за спречавање ширења мушкатлиног плавца и да се нађе најефикаснији пестицид за третирање ове врсте.

## Опис
Величина крила одраслих јединки мушкатлиног плавца износи 15–23 mm код мужјака и 18–23 mm код женки. Крила су смеђа, са белом ивицом. Њихова доња страна је сиво-смеђа са тамним појасевима, који су испресецани белом и чине јединствену шару распоред шару која наликује на маскирне војничке униформе. Задња крила имају јено „окце“ које им вероватно користи да заварају предаторе, а тик уз њега је и кратак репић. Мужјаци и женке су сличног изгледа.
- одрасли, доња страна
- одрасли, доња страна
- одрасли горња страна

## Екологија
Мушкатлин плавац је алохтона врста у Европи, која се најчешће налази у насељеним местима, у близини гајене мушкатле. Гусенице се хране различитим биљкама из родова Pelargonium (мушкатла) и Geranium (здравац). У топлијим пределима Европе је примећено да се лептири успешно развијају и на дивљим врстама здравца (G. sylvaticum, G. sanguineum, G. pratense). Лептир је штеточина гајене мушкатле, причињава велике материјалне штете и проглашен је за инвазивну врсту. Велика је опасност од ширења популација ове врсте на дивље врсте здраваца, где би компетитивним односима могао да угрози опстанак здравчевог плавца.

## Распростањеност
Природни ареал распрострањења мушкатлиног плавца је на подручју јужне Африке, одакле је почетком деведесетих година случајно пренет у Европу. Његово ширење је почело од западног медитерана ка истоку. Лептир прати топлије крајеве јужне Европе, који омогућавају лептирима да презиме. У Србији га је први пут пронашла Слађана Милојковић 2020. године у Нишу, када је поделила своје фотографије у групу Лептири Србије. 